# Progreso de Castro
Progreso è una città nello stato dello Yucatán in Messico. Progreso, detta 'Progreso de Castro', si trova nel Golfo del Messico, sulla costa settentrionale della Penisola dello Yucatán, a circa 35 chilometri a nord di Mérida.
La città è il porto principale dello stato dello Yucatan ed è un importante centro peschereccio e turistico.
Ha una popolazione di 35 519 abitanti e una superficie di 270,10 km² ed è una tra le città più grandi della penisola.